# Calamia staudingeri
Calamia staudingeri is een vlinder uit de familie van de uilen (Noctuidae). De wetenschappelijke naam van de soort is voor het eerst geldig gepubliceerd in 1941 door Georg Warnecke. De soort is vernoemd naar de Duitse lepidopteroloog Otto Staudinger.